# Música acústica

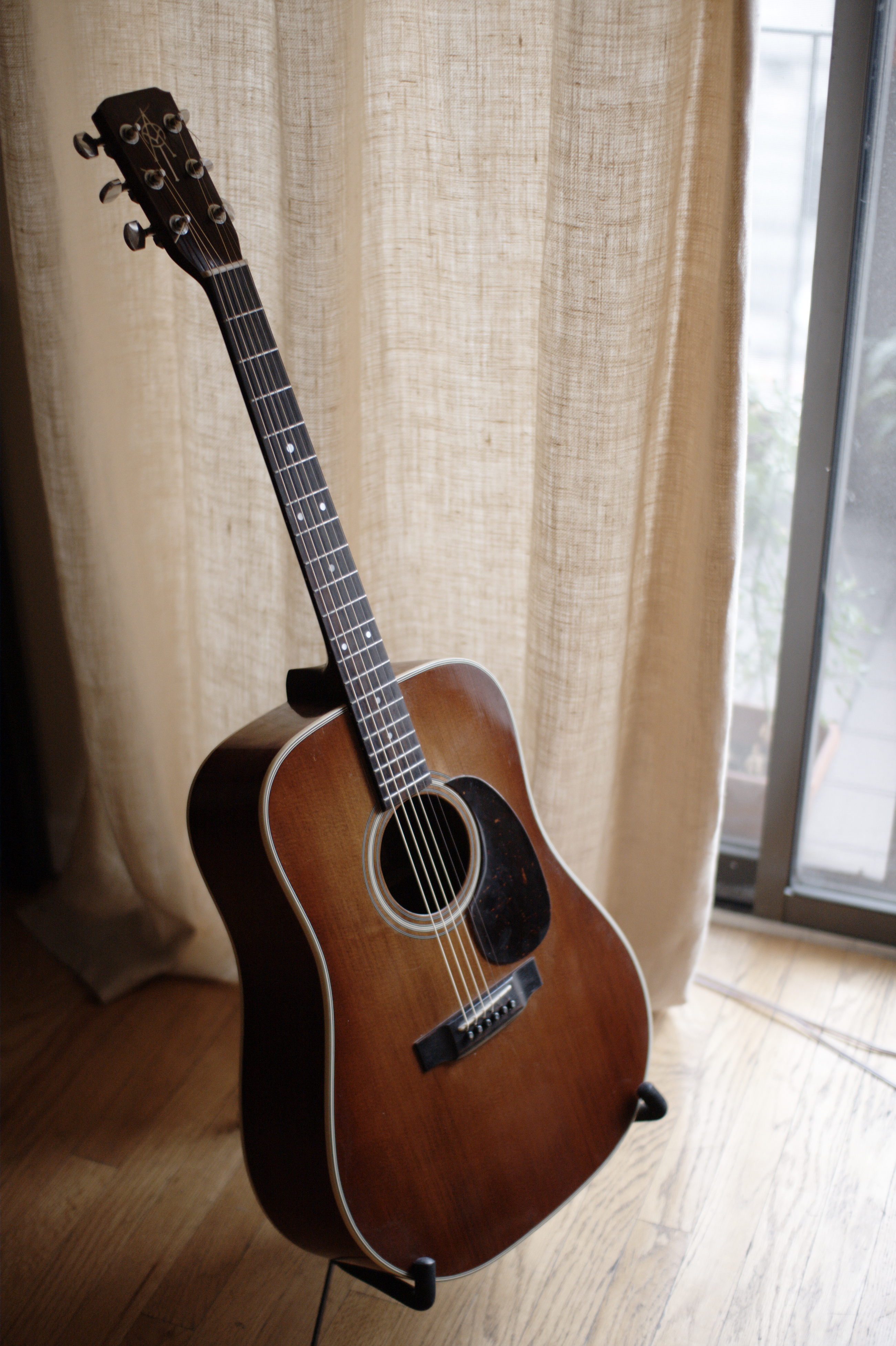
Guitarra acústica Alvarez-Yairi DY55

La música acústica comprèn música que solament o primordialment utilitza instruments que produeixen sons a través de mitjans completament acústics, en oposició als mitjans elèctrics o electrònics. El retrònim "música acústica" va aparèixer després de l'adveniment d'instruments elèctrics, com la guitarra elèctrica, el violí elèctric, l'orgue electrònic i el sintetitzador.
Els intèrprets de música acústica sovint augmenten el seu volum de sortida usant amplificadors electrònics. No obstant això, aquests dispositius d'amplificació romanen separats de l'instrument amplificat i reprodueixen el seu so natural amb exactitud. Sovint es col·loca un micròfon davant d'un instrument acústic i llavors es connecta a un amplificador.
Després de la creixent popularitat del programa de televisió MTV Unplugged durant la dècada del 1990, les actuacions acústiques (tot i que en la majoria de casos amplificades elèctricament) realitzades per músics (especialment bandes grunge) que usualment utilitzen instruments electrònics van arribar a ser col·loquialment conegudes com a actuacions unplugged ("desconnectades"). La tendència també s'ha batejat com "rock acústic" en alguns casos.
El crític musical Craig Conley, de Splendid, suggereix que "quan la música s'etiqueta com a acústica, unplugged o desendollada, sembla que se suposi que altres tipus de música són plens de tecnologia i sobreproducció i, per tant, no són tan purs".